# Speedcar Series
La Speedcar Series è una categoria automobilistica, che ha visto la sua nascita nel gennaio 2008. Le vetture utilizzate sono stock cars e le corse si svolgono in vari Paesi del mondo, soprattutto in Medio Oriente. I piloti utilizzano tutti il medesimo tipo di macchina, mancante di ogni sorta di aiuto elettronico.

## Formato delle gare
Durante il primo giorno di gara si hanno le prove libere e ufficiali per determinare la griglia di partenza e la gara 1. Il secondo giorno si disputano invece il warm up e la gara 2.
Sia la gara 1 che la gara 2 si percorrono su una durata di 45 minuti o di 90 miglia.

## Albo d'oro
| Anno      | Piloti            |
| --------- | ----------------- |
| 2008      | Johnny Herbert    |
| 2008-2009 | Gianni Morbidelli |